# Sf21
Les cèl·lules Sf21, anomenades típicament IPLB-Sf21-AE, són una línia cel·lular desenvolupada a partir d'ovaris del lepidòpter Spodoptera frugiperda, una espècie d'arna que és una plaga agrícola responsable de danys importants en diversos cultius com el de blat de moro o el del cotó entre d'altres. Va ser establerta a principis de la dècada dels 70 als Estats Units, al Centre d'Investigació Agrícola Henry A. Wallace Beltsville (Maryland, EEUU).
La línia cel·lular es van obtenir després diversos passos de subultiu a partir de cultius primaris a partir ovaris immadurs de S.frugiperda tal com descriuen Goodwin i col·laboradors.

## Aplicacions
Les SF21 ha estat àmpliament emprades com a sistema d'expressió de proteïnes eucariotes en baculovirus. De fet, malgrat l'existència de més de 260 línies cel·lulars d'insectes documentades, només un grapat de línies cel·lulars d'insectes s'utilitzen habitualment per a l'expressió de proteïnes. Tradicionalment, s'utilitza qualsevol de les dues línies cel·lulars de S. frugiperda: IPLB-Sf-21AE (Sf-21) derivada d'ovaris pupals o les Sf9, una subsoca (clon) d'aquestes cèl·lules que va ser aïllada de a partir de les Sf21 pels investigadors de la Texas A &M University, College Station, (Texas, EEUU). S'han obtingut variants transgèniques de les línies de S. frugiperda, i s'ha treballat també amb dues línies cel·lulars d'un altre lepidòpter, Trichoplusia ni, les TN-368 derivades d'ovaris d'individus adults i les BTI-TN-5B1-4. Les línies cel·lulars de Trichoplusia ni produeixen nivells excepcionalment alts de proteïnes recombinants, tanmateix, les cèl·lules de T. ni tendeixen a agregar-se quan es cultiven com a cultius en suspensió en absència d'heparina. A més, les taxes de mutació i eficiència de transfecció són més baixes per a les cèl·lules T. ni que per a les cèl·lules de S. frugiperda. Això fa que, les línies cel·lulars Sf-9 o Sf-21 continuïn essent les cèl·lules emprades com a punt de partida, degut també a la seva capacitat de créixer tant en suspensió com en monocapa i la seva producció tant de baculovirus com de proteïnes recombinants.

## Condicions de cultiu
Les cèl·lules d'insectes es cultiven a 27 °C–28 °C tradicionalment en un medi cultiu basal com el Grace's medium, el TNM-FH o el TC-100 suplementat amb 5%–10% de sèrum boví fetal (FBS, de l'anglès fetal bovine serum)
Els medis lliures d'FBS desenvolupats a la dècada de 1980, s'han popularitzat també a causa dels avantatges que suposa el poder fer compatible el cultiu amb la transfecció per liposomes, la reducció de la variabilitat de lot a lot, un “background” inferior en la purificació de proteïnes i, en generalment, un cost més baix). Hi ha medis fiables sense sèrum per al cultiu de cèl·lules d'insectes disponibles, com ara Sf-900 III (Life Technologies), HyQ SFX Insect (HyClone) i BD BaculoGold Max-XP (BD Biosciences), entre d'altres. Les cèl·lules d'insectes s'han d'adaptar gradualment a qualsevol canvi en el medi de creixement, per exemple, per transferir-se del medi que conté FBS al medi sense sèrum. No cal cap subministrament especial de CO₂ perquè els medis de cèl·lules d'insectes no depenen dels tampons carbonatats.
Tot i que les cèl·lules d'insectes es poden propagar en suspensió o en cultiu en monocapa, és convenient mantenir contínuament un estoc de cèl·lules Sf9 o Sf21 en suspensió. Fins i tot quan es propaguen en cultius en suspensió, les cèl·lules d'insectes conserven la capacitat d'adherir-se fàcilment a les superfícies i per tant, es poden utilitzar tant per sembrar cultius monocapa per a la generació de virus com cultius en suspensió per a la producció de proteïnes. Les cèl·lules d'insectes adaptades al cultiu en suspensió en medi sense sèrum es poden comprar directament a un proveïdor especialitzat. En canvi, les cèl·lules d'insectes propagades com a cultius adherents s'han d'adaptar gradualment a les condicions de suspensió.